# Открадната красота
Открадната красота (на италиански: „Io ballo da sola“, на френски: „Beauté volée“) е филм на Бернардо Бертолучи от 1996 година с участието на Лив Тайлър и Джеръми Айрънс.

## Сюжет
19-годишната Луси решава да замине за Италия, след като майка ѝ се самоубива. Има причини, които правят пътуването ѝ така желано. Тя иска да възстанови връзката си с Николо Донати – млад мъж, в когото се е влюбила преди четири години при последното си пътуване до Италия. Освен това Луси се опитва да намери отговор на загадка, която намира в дневника на починалата си майка.

## В ролите
| Изпълнител     | Роля           |
| -------------- | -------------- |
| Лив Тайлър     | Луси           |
| Джоузеф Файнс  | Кристофър Фокс |
| Джеръми Айрънс | Алекс Париш    |
| Шинейд Кюсак   | Диана Грейсън  |
| Донъл Маккан   | Йън Грейсън    |
| Ребека Валпи   | Дейзи Грейсън  |
| Жан Маре       | Г-н Гийом      |